# Polen i olympiska sommarspelen 1988
Polen deltog i de olympiska sommarspelen 1988 med en trupp bestående av 143 deltagare, och totalt tog landet 16 medaljer.

## Boxning
Weltervikt
- Jan Dydak (→  Brons)
  - Första omgången bye
  - Besegrade José García (Venezuela) 4-1
  - Besegrade Humberto Aranda (Costa Rica) 4-1
  - Besegrade Adewale Adgebusi (Nigeria) 4-1
  - Förlorade mot Robert Wangila (Kenya) walk-over

Lätt tungvikt
- Henryk Petrich (→  Brons)
  - Besegrade Park Byun-Jin (Sydkorea) RSC 2
  - Besegrade Niels Madsen (Danmark) 5-0
  - Besegrade Ahmed Elnaggar (Egypten) 5-0
  - Förlorade mot Andrew Maynard (USA) TKO 3

Tungvikt
- Andrzej Gołota (→  Brons)
  - Första omgången bye
  - Besegrade Svilen Rusinov (Bulgarien) 5-0
  - Besegrade Harold Obunga (Kenya) 5-0
  - Förlorade mot Baik Hyun-Man (Sydkorea) RSC 2

Supertungvikt
- Janusz Zarenkiewicz (→  Brons)
  - Första omgången bye
  - Besegrade Harold Arroyo (Puerto Rico) 5-0
  - Besegrade Andreas Schnieders (Västtyskland) 3-2
  - Förlorade mot Lennox Lewis (Kanada) walk-over

## Bågskytte
Damernas individuella
- Joanna Kwaśna — Åttondelsfinal (→ 16:e plats)
- Beata Iwanek — Inledande omgång (→ 33:e plats)
- Joanna Helbin — Inledande omgång (→ 40:e plats)

Damernas lagtävling
- Kwaśna, Iwanek och Helbin — Åttondelsfinal (→ 10:e plats)

## Friidrott
Herrarnas 400 meter
- Tomasz Jędrusik

Herrarnas 800 meter
- Ryszard Ostrowski

Herrarnas 3 000 meter hinder
- Bogusław Mamiński
  - Heat — 8:45,72
  - Semifinal — 8:18,28
  - Final — 8:15,97 (→ 8:e plats)

Herrarnas 20 kilometer gång
- Zdzisław Szlapkin
  - Final — 1"27:23 (→ 36:e plats)

Herrarnas 50 kilometer gång
- Jacek Bednarek
  - Final — 3"58:31 (→ 24:e plats)

Herrarnas kulstötning
- Helmut Krieger
  - Kval — 19,75m
  - Final — 19,51m (→ 12:e plats)

Herrarnas höjdhopp
- Krzysztof Krawczyk
- Artur Partyka

Herrarnas stavhopp
- Mirosław Chmara
- Marian Kolasa

Herrarnas tresteg
- Jacek Pastusiński
- Andrzej Grabarczyk

Damernas 100 meter
- Joanna Smolarek
- Jolanta Janota
- Ewa Pisiewicz

Damernas 200 meter
- Agnieszka Siwek
- Jolanta Janota

Damernas maraton
- Wanda Panfil
  - Final — 2"34:35 (→ 22:a plats)

Damernas 400 meter häck
- Genowefa Błaszak

Damernas 4 x 100 meter stafett
- Joanna Smolarek, Jolanta Janota, Ewa Pisiewicz och Agnieszka Siwek

Damernas längdhopp
- Agata Jaroszek-Karczmarek
- Jolanta Bartczak

Damernas diskuskastning
- Renata Katewicz
  - Kval — 60,34m (→ gick inte vidare)

## Fäktning
Herrarnas florett
- Bogusław Zych
- Marian Sypniewski
- Leszek Bandach

Herrarnas florett, lag
- Leszek Bandach, Waldemar Ciesielczyk, Piotr Kiełpikowski, Marian Sypniewski, Bogusław Zych

Herrarnas värja
- Witold Gadomski
- Ludomir Chronowski
- Cezary Siess

Herrarnas värja, lag
- Ludomir Chronowski, Witold Gadomski, Piotr Kiełpikowski, Cezary Siess, Bogusław Zych

Herrarnas sabel
- Janusz Olech
- Tadeusz Piguła
- Robert Kościelniakowski

Herrarnas sabel, lag
- Marek Gniewkowski, Robert Kościelniakowski, Andrzej Kostrzewa, Janusz Olech, Tadeusz Piguła

Damernas florett
- Jolanta Królikowska
- Anna Sobczak
- Agnieszka Dubrawska

Damernas florett, lag
- Małgorzata Breś, Agnieszka Dubrawska, Jolanta Królikowska, Hanna Prusakowska, Anna Sobczak

## Modern femkamp
Individuella tävlingen
- Maciej Czyżowicz — 5048 poäng (→ 15:e plats)
- Arkadiusz Skrzypaszek — 4982 poäng (→ 23:e plats)
- Wiesław Chmielewski — 4501 poäng (→ 53:e plats)

Lagtävlingen
- Czyzowicz, Skrzypaszek och Chmielewski — 14531 poäng (→ 9:e plats)

## Ridsport
| Idrottare                                                                 | Häst       | Gren                    | Dressyr | Dressyr   | Terräng | Terräng | Terräng   | Hoppning | Hoppning | Hoppning  | Totalt | Totalt    |
| Idrottare                                                                 | Häst       | Gren                    | Dressyr | Dressyr   | Terräng | Terräng | Terräng   | Final    | Final    | Final     | Totalt | Totalt    |
| Idrottare                                                                 | Häst       | Gren                    | Straff  | Placering | Straff  | Totalt  | Placering | Straff   | Totalt   | Placering | Straff | Placering |
| ------------------------------------------------------------------------- | ---------- | ----------------------- | ------- | --------- | ------- | ------- | --------- | -------- | -------- | --------- | ------ | --------- |
| Bogusław Jarecki                                                          | Niewiaza   | Individuell fälttävlan  | 56,60   | 12        | 44,80   | 101,40  | 11        | 10,00    | 111,40   | 12        | 111,40 | 12        |
| Eugeniusz Koczorski                                                       | Idrys      | Individuell fälttävlan  | 90,00   | 46        | 110,80  | 260,80  | 36        | 16,50    | 277,30   | 33        | 277,30 | 33        |
| Krzysztof Rafalak                                                         | Dziwnograd | Individuell fälttävlan  | 72,40   | 32        | 56,40   | 158,40  | 23        | 5,00     | 163,40   | 21        | 163,40 | 21        |
| Krzysztof Rogowski                                                        | Alkierz    | Individuell fälttävlan  | 80,20   | 41        | 25,60   | 109,80  | 15        | 5,00     | 114,80   | 13        | 114,80 | 13        |
| Bogusław Jarecki Krzysztof Rafalak Eugeniusz Koczorski Krzysztof Rogowski | Se ovan    | Lagtävling i fälttävlan | 209,20  | 8         | 160,40  | 369,60  | 4         | 20,00    | 389,60   | 4         | 389,60 | 4         |

## Rodd
Herrar
| Idrottare                                                             | Gren             | Heat    | Heat      | Återkval | Återkval  | Semifinal | Semifinal | Final   | Final     | Final |
| Idrottare                                                             | Gren             | Tid     | Placering | Tid      | Placering | Tid       | Placering | Tid     | Placering |       |
| --------------------------------------------------------------------- | ---------------- | ------- | --------- | -------- | --------- | --------- | --------- | ------- | --------- | ----- |
| Kajetan Broniewski                                                    | Singelsculler    | 7:13,77 | 4 R       | 7:04,39  | 2 Q       | 7:03,90   | 3 Q       | 7:03,67 | 5         |       |
| Wojciech Jankowski Jacek Streich Ireneusz Omięcki                     | Tvåa med styrman | 7:21,89 | 4 R       | 7:18,21  | 2 Q       | 7:13,48   | 5 FB      | 7:18,60 | 9         |       |
| Sławomir Cieślakowski Andrzej Krzepiński Mirosław Mruk Tomasz Świątek | Scullerfyra      | 5:52,41 | 5 R       | 5:57,61  | 2 Q       | 5:57,32   | 3 FB      | 5:55,39 | 7         |       |

Damer
| Idrottare                                                                             | Gren             | Heat    | Heat      | Återkval | Återkval  | Semifinal | Semifinal | Final   | Final     | Final |
| Idrottare                                                                             | Gren             | Tid     | Placering | Tid      | Placering | Tid       | Placering | Tid     | Placering |       |
| ------------------------------------------------------------------------------------- | ---------------- | ------- | --------- | -------- | --------- | --------- | --------- | ------- | --------- | ----- |
| Elżbieta Jankowska Zyta Jarka Elwira Lorenz Czesława Szczepińska Grażyna Błąd-Kotwica | Fyra med styrman | 7:29,72 | 3 R       | 7:32,55  | 4 FB      | i.u.      | i.u.      | 7:22,59 | 8         |       |

## Segling
Herrar
| Seglare             | Gren        | Lopp | Lopp | Lopp | Lopp | Lopp | Lopp | Lopp | Nettopoäng | Slutlig placering |
| Seglare             | Gren        | 1    | 2    | 3    | 4    | 5    | 6    | 7    | Nettopoäng | Slutlig placering |
| ------------------- | ----------- | ---- | ---- | ---- | ---- | ---- | ---- | ---- | ---------- | ----------------- |
| Grzegorz Myszkowski | Division II | 16   | 6    | 24   | 14   | 16   | 19   | 22   | 128,7      | 17                |
| Henryk Blaszka      | Finnjolle   | 18   | 19   | 10   | 23   | 16   | 20   | 8    | 127,0      | 20                |

## Simhopp
| Hoppare      | Gren          | Kval   | Kval      | Final            | Final            |
| Hoppare      | Gren          | Poäng  | Placering | Poäng            | Placering        |
| ------------ | ------------- | ------ | --------- | ---------------- | ---------------- |
| Tomasz Rossa | Herrarnas 3 m | 475,44 | 27        | Gick inte vidare | Gick inte vidare |

## Tennis
| Spelare           | Gren       | Omgång 1                        | Omgång 2          | Åttondelsfinaler  | Kvartsfinaler     | Semifinaler       | Final / BM        | Final / BM       |
| Spelare           | Gren       | Motståndare Poäng               | Motståndare Poäng | Motståndare Poäng | Motståndare Poäng | Motståndare Poäng | Motståndare Poäng | Placering        |
| ----------------- | ---------- | ------------------------------- | ----------------- | ----------------- | ----------------- | ----------------- | ----------------- | ---------------- |
| Wojciech Kowalski | Herrsingel | Tony Mmoh (NGR) L 2-6, 4–6, 4-6 | Gick inte vidare  | Gick inte vidare  | Gick inte vidare  | Gick inte vidare  | Gick inte vidare  | Gick inte vidare |